# Shimmer Championship
El Shimmer Championship o Campeonato Shimmer fue un campeonato de lucha libre profesional en la promoción Shimmer Women Athletes. Es competido en esta empresa, y defendido en las promociones hermanas Ring of Honor y Full Impact Pro.

## Historia
El campeonato Shimmer fue fundado por Dave Prazak y Allison Danger en 2005. Desde entonces los atletas de esta promoción luchaban sin nada en juego. Después de llevar mucho más de un año, fue decidido en ese momento el derecho de crear un campeonato que les representara en todo el mundo. El título fue creado el 2 de junio de 2007, y fue puesto en juego durante un torneo de eliminación que duró dos noches en Berwin, IL. En la final Sara del Rey derrotó a Lacey convirtiéndose en la primera campeona de la historia. Defendió su título durante 327 días, incluyendo defensas por el título en Ring of Honor ante Lacey y Daizee Haze, y en SHIMMER ante Lacey, Amazing Kong y Sarah Stock. Del Rey perdió su título ante MsChif quién la derrotó en Shimmer Vol. 18 convirtiéndose en la nueva campeona. MsChif también defendió con éxito su título, varias veces más que Del Rey a pesar de haberlo poseído durante menos tiempo. MsChif defendió su título ante Jetta, Mercedes Martínez, Daizee Haze y Ariel en SHIMMER; contra Rain en Full Impact Pro; y ante Del Rey en ROH como parte de las grabaciones de un evento PPV, siendo ésta la revancha de Del Rey por el título. MsChif defendió con éxito el título en ROH en el evento de St. Louis del 13 de marzo ante Daizee Haze tras aplicarla su "Desecrater".

## Torneo de eliminación Shimmer
El torneo se llevó a cabo en dos noches, entre el 1 y 2 de junio de 2007 en el Eagles Club en Berwin, Illinois. Las dos primeras rondas fueron realizadas la primera noche, y las semifinales y la final la segunda noche. Las dos primeras rondas fueron grabadas para ser emitidas en SHIMMER Vol. 11, mientras las semifinales y la posterior final fueron emitidas en SHIMMER Vol. 12.
El desarrollo del torneo fue el siguiente:
|  | Primera Ronda       | Primera Ronda | Primera Ronda |              |     | Cuartos | Cuartos     | Cuartos |  |  | Semifinales | Semifinales | Semifinales |  |              | Final        | Final | Final |  |
|  |                     |               |               |              |     |         |             |         |  |  |             |             |             |  |              |              |       |       |  |
|  |                     |               |               |              |     |         |             |         |  |  |             |             |             |  |              |              |       |       |  |
|  | MsChif              | MsChif        | Pin           |              |     |         |             |         |  |  |             |             |             |  |              |              |       |       |  |
|  | MsChif              | MsChif        | Pin           |              |     |         |             |         |  |  |             |             |             |  |              |              |       |       |  |
|  | Lexie Fyfe          |               |               |              |     |         |             |         |  |  |             |             |             |  |              |              |       |       |  |
|  |                     | MsChif        |               |              |     |         |             |         |  |  |             |             |             |  |              |              |       |       |  |
|  |                     |               |               |              |     |         |             |         |  |  |             |             |             |  |              |              |       |       |  |
|  |                     |               | Sarah Stock   | Sarah Stock  | Pin |         |             |         |  |  |             |             |             |  |              |              |       |       |  |
|  | Cheerleader Melissa |               | Sarah Stock   | Sarah Stock  | Pin |         |             |         |  |  |             |             |             |  |              |              |       |       |  |
|  |                     |               |               |              |     |         |             |         |  |  |             |             |             |  |              |              |       |       |  |
|  | Sarah Stock1        | Sarah Stock1  | Pin           |              |     |         |             |         |  |  |             |             |             |  |              |              |       |       |  |
|  | Sarah Stock1        | Sarah Stock1  | Pin           |              |     |         | Sarah Stock |         |  |  |             |             |             |  |              |              |       |       |  |
|  |                     |               |               |              |     |         |             |         |  |  |             |             |             |  |              |              |       |       |  |
|  |                     |               | Sara Del Rey  | Sara Del Rey | Pin |         |             |         |  |  |             |             |             |  |              |              |       |       |  |
|  | Sara Del Rey        | Sara Del Rey  | Sara Del Rey  | Sara Del Rey | Pin | Pin     |             |         |  |  |             |             |             |  |              |              |       |       |  |
|  | Sara Del Rey        | Sara Del Rey  |               |              |     |         |             |         |  |  |             |             |             |  |              |              |       |       |  |
|  | Cindy Rogers        |               |               |              |     |         |             |         |  |  |             |             |             |  |              |              |       |       |  |
|  |                     | Sara Del Rey  | Sara Del Rey  | Pin          |     |         |             |         |  |  |             |             |             |  |              |              |       |       |  |
|  |                     |               |               | Pin          |     |         |             |         |  |  |             |             |             |  |              |              |       |       |  |
|  |                     |               | Alicia        |              |     |         |             |         |  |  |             |             |             |  |              |              |       |       |  |
|  | Ariel               |               |               |              |     |         |             |         |  |  |             |             |             |  |              |              |       |       |  |
|  |                     |               |               |              |     |         |             |         |  |  |             |             |             |  |              |              |       |       |  |
|  | Alicia2             | Alicia2       | Pin           |              |     |         |             |         |  |  |             |             |             |  |              |              |       |       |  |
|  | Alicia2             | Alicia2       | Pin           |              |     |         |             |         |  |  |             |             |             |  | Sara Del Rey | Sara Del Rey | Pin   |       |  |
|  |                     |               |               |              |     |         |             |         |  |  |             |             |             |  | Sara Del Rey | Sara Del Rey | Pin   |       |  |
|  |                     |               | Lacey         |              |     |         |             |         |  |  |             |             |             |  |              |              |       |       |  |
|  | Allison Danger      |               |               |              |     |         |             |         |  |  |             |             |             |  |              |              |       |       |  |
|  |                     |               |               |              |     |         |             |         |  |  |             |             |             |  |              |              |       |       |  |
|  | Malia Hosaka        | Malia Hosaka  | Pin           |              |     |         |             |         |  |  |             |             |             |  |              |              |       |       |  |
|  | Malia Hosaka        | Malia Hosaka  | Pin           | Malia Hosaka |     |         |             |         |  |  |             |             |             |  |              |              |       |       |  |
|  |                     |               |               |              |     |         |             |         |  |  |             |             |             |  |              |              |       |       |  |
|  |                     |               | Daizee Haze   | Daizee Haze  | Pin |         |             |         |  |  |             |             |             |  |              |              |       |       |  |
|  | Daizee Haze         | Daizee Haze   | Daizee Haze   | Daizee Haze  | Pin | Pin     |             |         |  |  |             |             |             |  |              |              |       |       |  |
|  | Daizee Haze         | Daizee Haze   |               |              |     |         |             |         |  |  |             |             |             |  |              |              |       |       |  |
|  | Portia Pérez        |               |               |              |     |         |             |         |  |  |             |             |             |  |              |              |       |       |  |
|  |                     |               |               |              |     |         | Daizee Haze |         |  |  |             |             |             |  |              |              |       |       |  |
|  |                     |               |               |              |     |         |             |         |  |  |             |             |             |  |              |              |       |       |  |
|  |                     |               | Lacey         | Lacey        | Pin |         |             |         |  |  |             |             |             |  |              |              |       |       |  |
|  | Lacey               | Lacey         | Lacey         | Lacey        | Pin | Pin     |             |         |  |  |             |             |             |  |              |              |       |       |  |
|  | Lacey               | Lacey         |               |              |     |         |             |         |  |  |             |             |             |  |              |              |       |       |  |
|  | Eden Black          |               |               |              |     |         |             |         |  |  |             |             |             |  |              |              |       |       |  |
|  |                     | Lacey         | Lacey         | Pin          |     |         |             |         |  |  |             |             |             |  |              |              |       |       |  |
|  |                     |               |               | Pin          |     |         |             |         |  |  |             |             |             |  |              |              |       |       |  |
|  |                     |               | Nikki Roxx    |              |     |         |             |         |  |  |             |             |             |  |              |              |       |       |  |
|  | Nikki Roxx          | Nikki Roxx    | Pin           |              |     |         |             |         |  |  |             |             |             |  |              |              |       |       |  |
|  | Nikki Roxx          | Nikki Roxx    | Pin           |              |     |         |             |         |  |  |             |             |             |  |              |              |       |       |  |
|  | Rain                |               |               |              |     |         |             |         |  |  |             |             |             |  |              |              |       |       |  |
|  |                     |               |               |              |     |         |             |         |  |  |             |             |             |  |              |              |       |       |  |
|  |                     |               |               |              |     |         |             |         |  |  |             |             |             |  |              |              |       |       |  |

1 Sarah Stock fue inscrita como "Competidora Internacional", sin haber competido antes en SHIMMER.

2 Alicia reemplazaba a Serena Deeb, la cual no estaba capacitada para competir por el campeonato debido a un accidente de tráfico.

## Campeonas

### Campeona actual
La actual campeona es Kimber Lee, quien se encuentra en su primer reinado como campeona. Lee ganó el campeonato tras derrotar a la excampeona Nicole Savoy, Priscilla Kelly y Shotzi Blackheart en un Elimination Match el 3 de noviembre de 2019 en Volume 116.
Lee registra hasta el 3 de marzo de 2025 las defensas televisadas:

### Lista de campeonas
|    | Luchadora           | N.º | Fecha                   | Días | Show o evento | Notas y referencias                                                              |
| -- | ------------------- | --- | ----------------------- | ---- | ------------- | -------------------------------------------------------------------------------- |
| 1  | Sara Del Rey        | 1   | 2 de junio de 2007      | 329  | Volume 12     | Derrotó a Lacey en la final de un torneo.                                        |
| 2  | MsChif              | 1   | 26 de abril de 2008     | 715  | Volume 18     |                                                                                  |
| 3  | Madison Eagles      | 1   | 11 de abril de 2010     | 539  | Volume 31     |                                                                                  |
| 4  | Cheerleader Melissa | 1   | 2 de octubre de 2011    | 168  | Volume 44     |                                                                                  |
| 5  | Saraya Knight       | 1   | 18 de marzo de 2012     | 384  | Volume 48     |                                                                                  |
| 6  | Cheerleader Melissa | 2   | 6 de abril de 2013      | 560  | Volume 53     | Fue un Steel Cage Match.                                                         |
| 7  | Nicole Matthews     | 1   | 18 de octubre de 2014   | 357  | Volume 68     | Fue un Elimination Match, la cual incluyó a Athena y Madison Eagles.             |
| 8  | Madison Eagles      | 2   | 10 de octubre de 2015   | 260  | Volume 77     | Fue un No Disqualification Match.                                                |
| 9  | Mercedes Martinez   | 1   | 26 de junio de 2016     | 139  | Volume 85     |                                                                                  |
| 10 | Kellie Skater       | 1   | 12 de noviembre de 2016 | 1    | Volume 87     |                                                                                  |
| 11 | Mercedes Martinez   | 2   | 13 de noviembre de 2016 | 364  | Volume 90     |                                                                                  |
| 12 | Nicole Savoy        | 1   | 12 de noviembre de 2017 | 721  | Volume 99     | Este es el reinado más largo de la historia del campeonato.                      |
| 13 | Kimber Lee          | 1   | 3 de noviembre de 2019  | 728  | Volume 116    | Fue un Elimination Match, la cual incluyó a Priscilla Kelly y Shotzi Blackheart. |
| 13 | Zoey Skye           | 1   | 31 de octubre de 2021   | 1    | Volume 121    |                                                                                  |
| —  | Desactivado         | —   | 1 de noviembre de 2021  | —    | —             | El campeonato fue desactivado.                                                   |

### Total de días con el título
La siguiente lista muestra el total de días que una luchadora ha poseído el campeonato si se suman todos los reinados que posee. Actualizado a la fecha del 3 de marzo de 2025.
| + | Indica a la campeona actual |

| N.º | Campeona            | Reinados | Total de días |
| --- | ------------------- | -------- | ------------- |
| 1   | Madison Eagles      | 2        | 799           |
| 2   | Cheerleader Melissa | 2        | 728           |
| 3   | Nicole Savoy        | 1        | 721           |
| 4   | Mschif              | 1        | 715           |
| 5   | Mercedes Martinez   | 2        | 503           |
| 6   | Saraya Knight       | 1        | 384           |
| 7   | Nicole Matthews     | 1        | 357           |
| 8   | Sara Del Rey        | 1        | 329           |
| 9   | Kimber Lee          | 1        | 728           |
| 10  | Kellie Skater       | 1        | 1             |
| 11  | Zoey Skye           | 1        | 1             |

### Mayor cantidad de reinados
| Reinados | Luchadora (s)                                          |
| -------- | ------------------------------------------------------ |
| 2 veces  | Cheerleader Melissa, Madison Eagles, Mercedes Martinez |